# Prohod

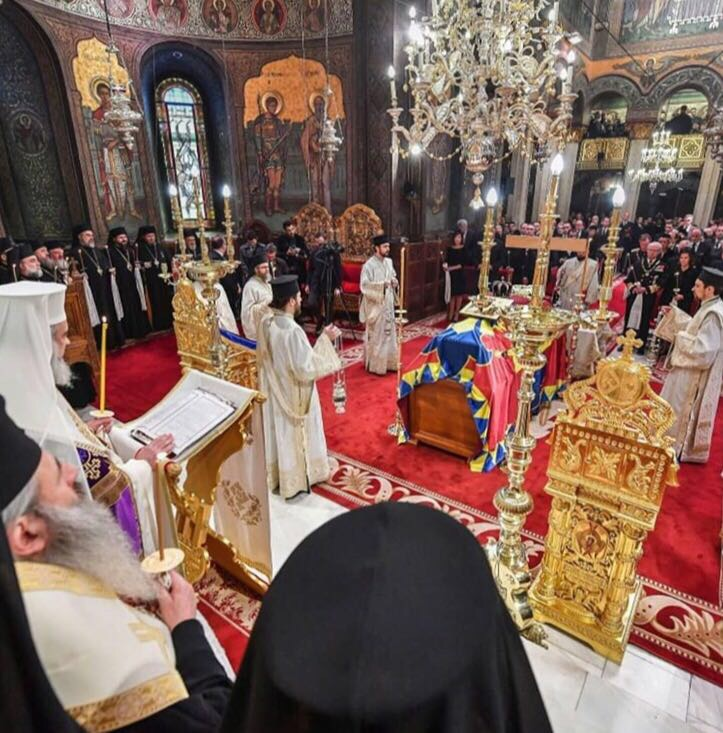
Prohodul regelui Mihai I

Prohodul este, în tradiția creștin-ortodoxă, slujba de înmormântare a Domnului, din Vinerea Mare. Există și un prohod al Maicii Domnului, care se cântă în seara de 14 august, înaintea praznicului Adormirii Maicii Domnului (15 august).
Generic orice slujbă de înmormântare este numită prohod. Prohodire înseamnă jelire, bocet, plângerea unei persoane care a murit.
Echivalentul prohodului în ritul latin este slujba recviemului.

## Textul prohodului
La începutul prohodului este rostită rugăciunea Tatăl nostru, după care urmează psalmii 19 și 20. 